# Алея бойової слави (Миколаїв)
Алея бойової слави — меморіальний комплекс у Миколаєві, що складається з пам'ятника воїнам-інтернаціоналістам, дзвіниці, експозиції бойової техніки та пам'ятника прикордонникам усіх часів. Знаходиться у Центральному районі міста, в південно-східній частині парка Перемоги.

## Історія
Війна в Афганістані забрала життя 64 мешканців Миколаєва та Миколаївської області. Щоб увічнити пам'ять своїх товаришів, учасники Миколаївської обласної спілки воїнів-інтернаціоналістів та запасу під керівництвом полковника Олександра Дем'яненка, 15 лютого 1989 року встановили закладний камінь, що символізував початок будівництва в Миколаєві Алеї бойової слави. 
Фактично датою відкриття алеї вважається 15 травня 2005 року, що засвідчено на меморіальному камені на початку алеї.

## Пам'ятник воїнам-інтернаціоналістам
Пам'ятник було відкрито через три роки після закладання каменю. 9 травня 1992 року відбулося його відкриття, на якому були присутні голова Української спілки ветеранів Афганістану Сергій Червонописький, голова Миколаївської обласної ради народних депутатів Іван Грицай та міський голова Миколаєва Юрій Сандюк.
Автором пам'ятника виступив архітектор та скульптор Юрій Стешин. Активну участь у будівництві брав учасник бойових дій на Кубі Анатолій Шаблистий, контролював процес робіт представник Президента України у Миколаївській області Анатолій Кінах. 
Пам'ятний монумент виконаний у вигляді гранітної скелі з рваними краями, а в розриві — орден Червоної Зірки, яким найчастіше нагороджували афганців. За іншими версіями це «земля, що піднялася вгору від вибуху міни» або «розірване серце».
Біля підніжжя пам'ятника з обох боків розташовуються гранітні плити з вигравіруваними іменами миколаївців, які загинули під час війни.

## Дзвіниця Олександра Невського

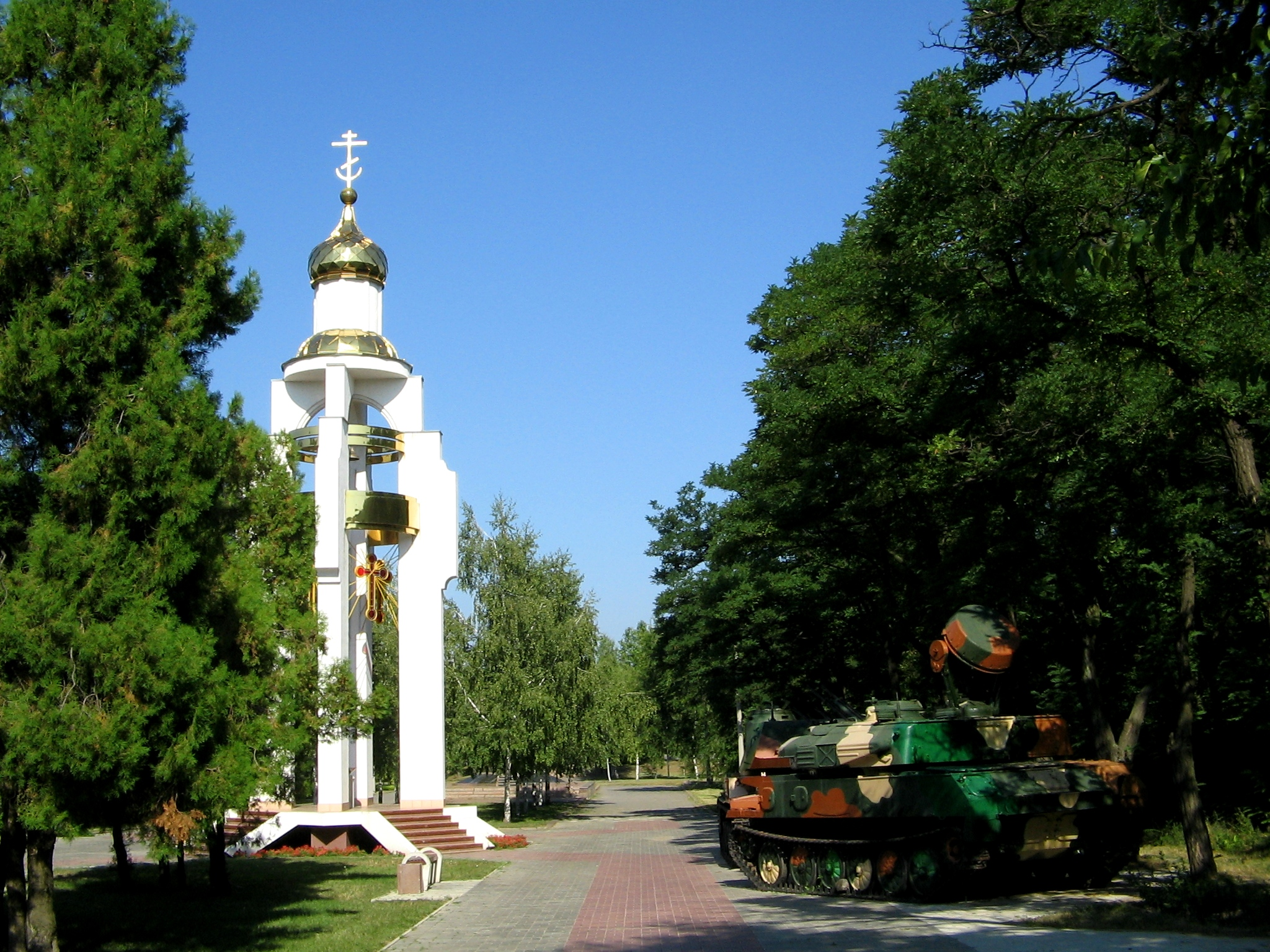
Дзвіниця Олександра Невського

У 2004 році за проектом архітектора Анатолія Григоренка під патронатом міського голови Миколаєва Володимира Чайки було збудовано дзвіницю на честь великого князя, знаменитого полководця Олександра Невського. Роботи виконували працівники МСУ-139 під керіництвом Миколая Кухмая.
13 вересня того ж року 17-метрову дзвіницю освячено архієписком Миколаївським і Вознесенським Питиримом. Архієписком відслужив літію за загиблими воїнами і підніс подячні молитви тим, хто вшановує пам'ять про них.
Дзвіниця побудована таким чином, щоб увійти до неї можна було з чотирьох боків. Широкі сходи, не обмежені перилами, ведуть усередину дзвіниці. Плитку вимощено так, що до кожного з чотирьох входів веде «червона доріжка».
Купол, увінчаний хрестом, виконаний із позолотою. Дзвін каплиці відливався у Росії. 
Хрести з чотирьох боків дзвіниці вітражовані, в центрі дзвіниці розташована чаша.

## Експозиція бойової техніки
В експозиції беруть участь шість бойових машин:
- БМП-1;
- БРДМ-2;
- БТР-70;
- САУ 2С1 «Гвоздика»;
- САУ 2С3 «Акація»;
- ЗСУ-23-4 «Шилка».

Усі машини брали участь у війні в Афганістані та давно відпрацювали свій термін експлуатації.
15 травня 2005 року експозицію було відкрито, проте без однієї машини. Недостаючу, але передбачену проектом бойову машину піхоти БМП-1 встановили лише 8 лютого 2010 року. Машина була доставлена з Житомира з великими труднощами: кілька років знадобилося щоб її отримати, а вже на під'їзді до Миколаєва техніка, яка перевозила БМП-1, зламалася, через що дату установки довелося перенести.
Витрати на демілітаризацію БМП, отримання погоджень та транспортування склали понад 30 тисяч гривень.
2013 року міським головою Володимиром Чайкою планувалося встановлення наприкінці алеї вертольота вогневої підтримки Мі-24, але цього так і не сталося.

На момент 2024 року БРДМ-2 єдиний експонат, у якого збереглися приводи наведення.

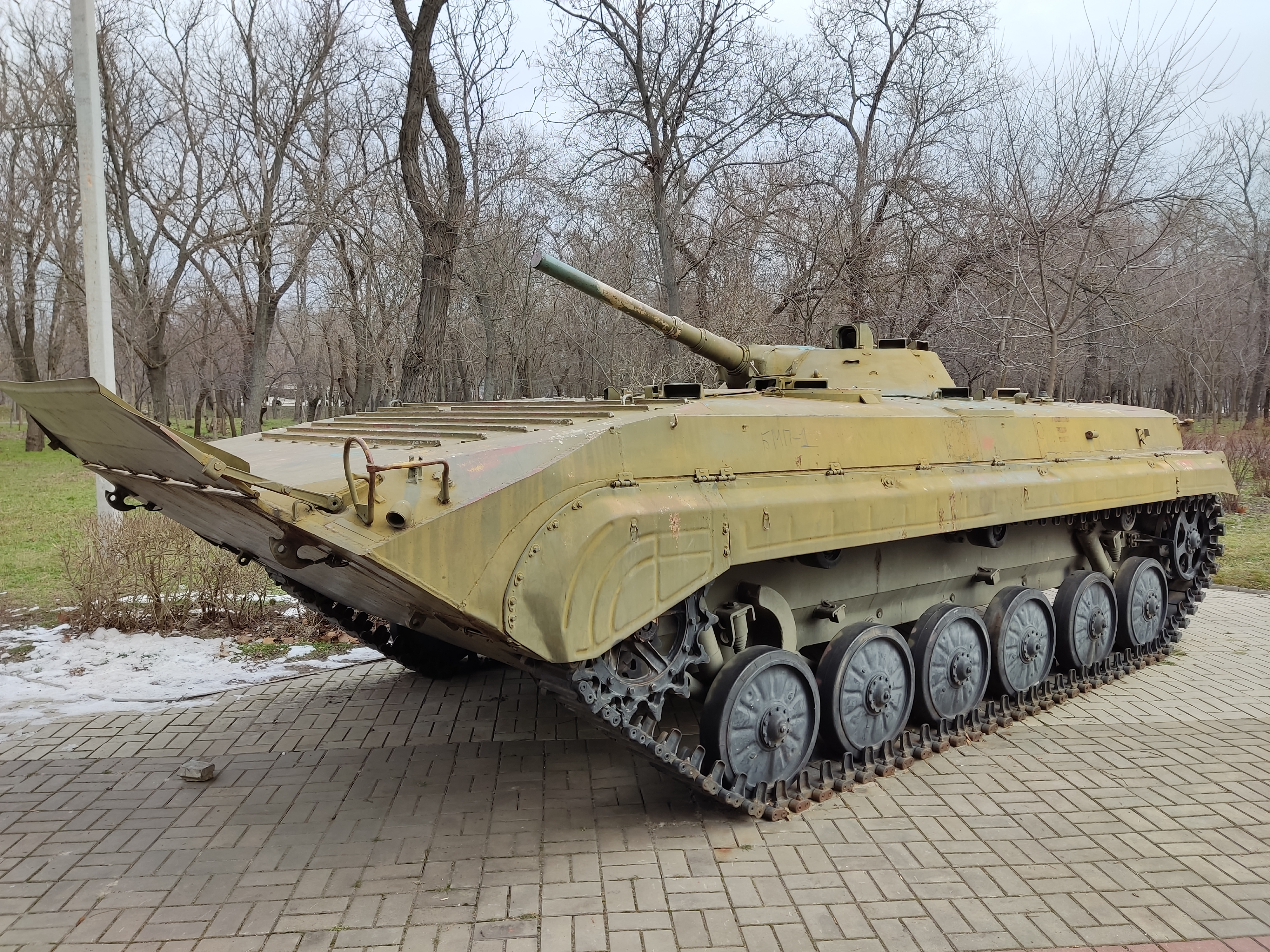
БМП-1
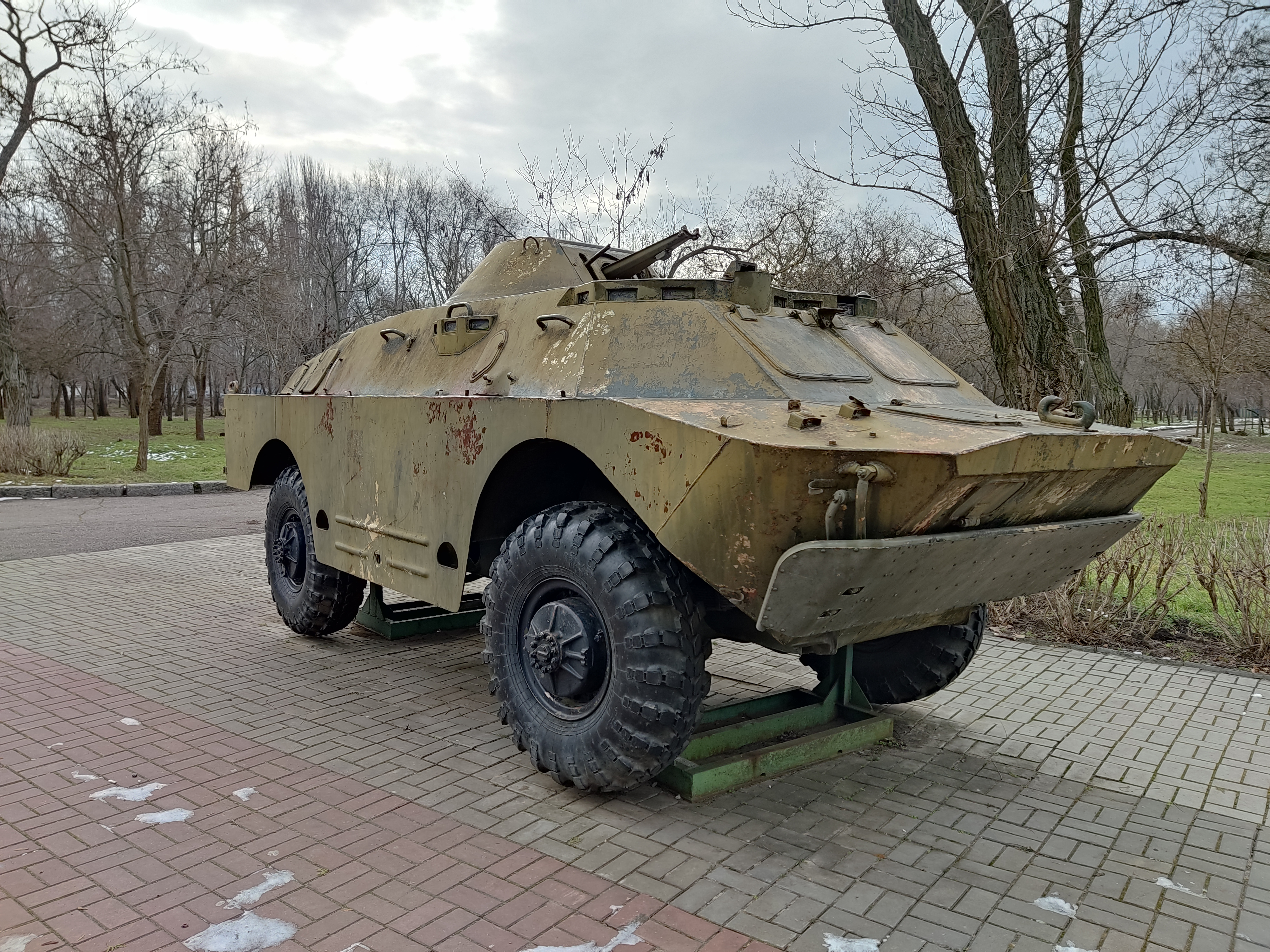
БРДМ-2
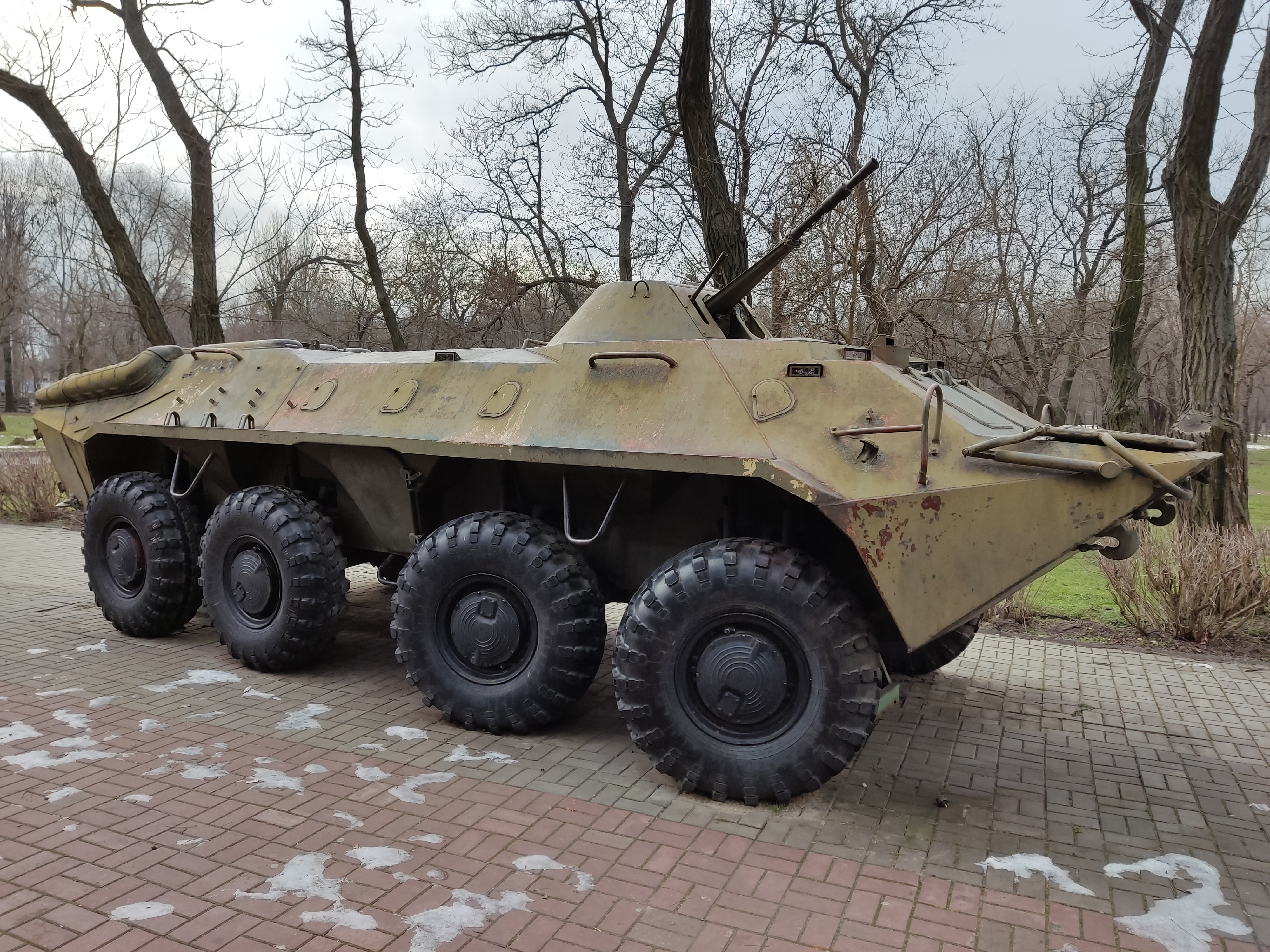
БТР-70
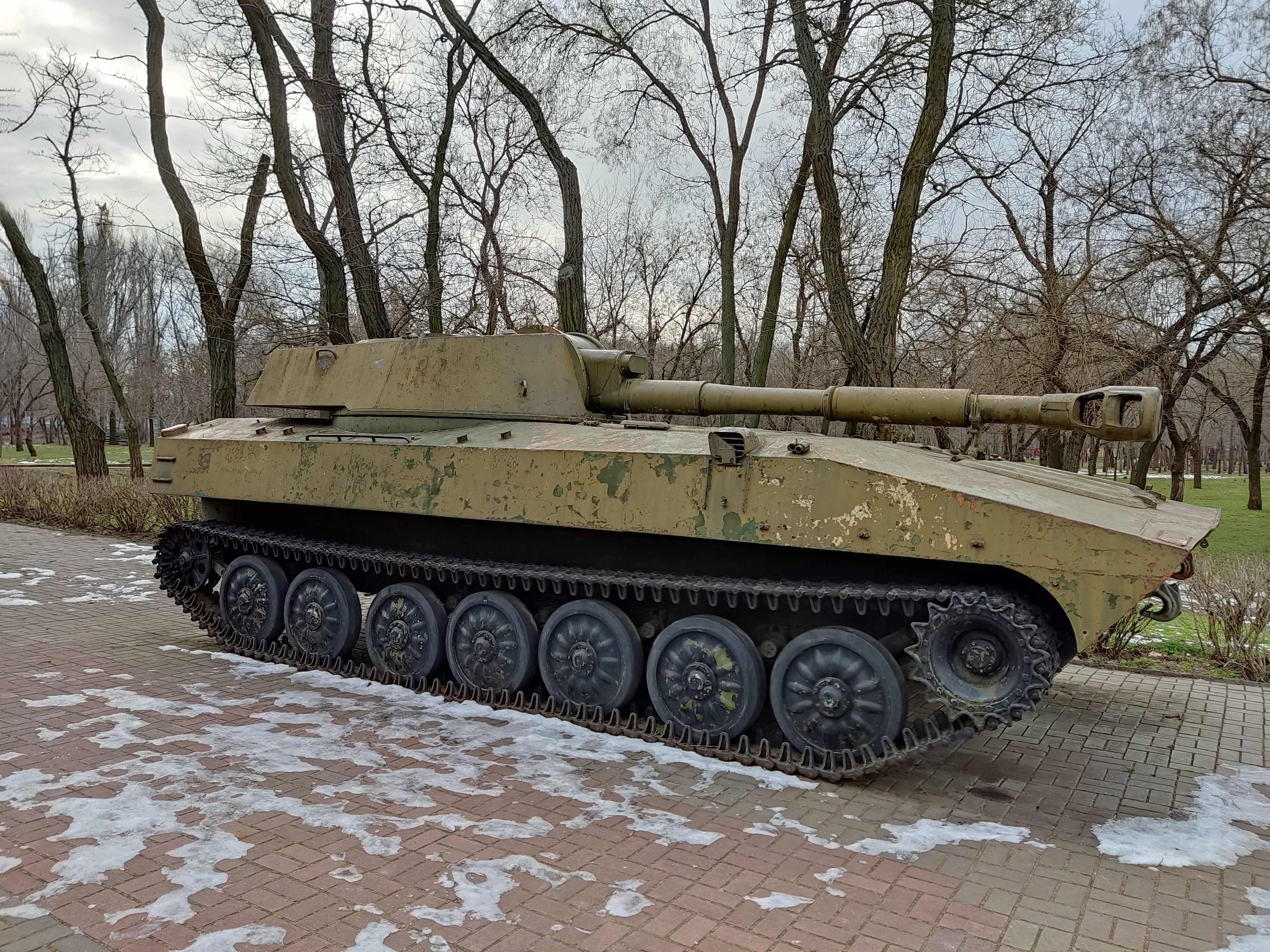
САУ 2С1 «Гвоздика»
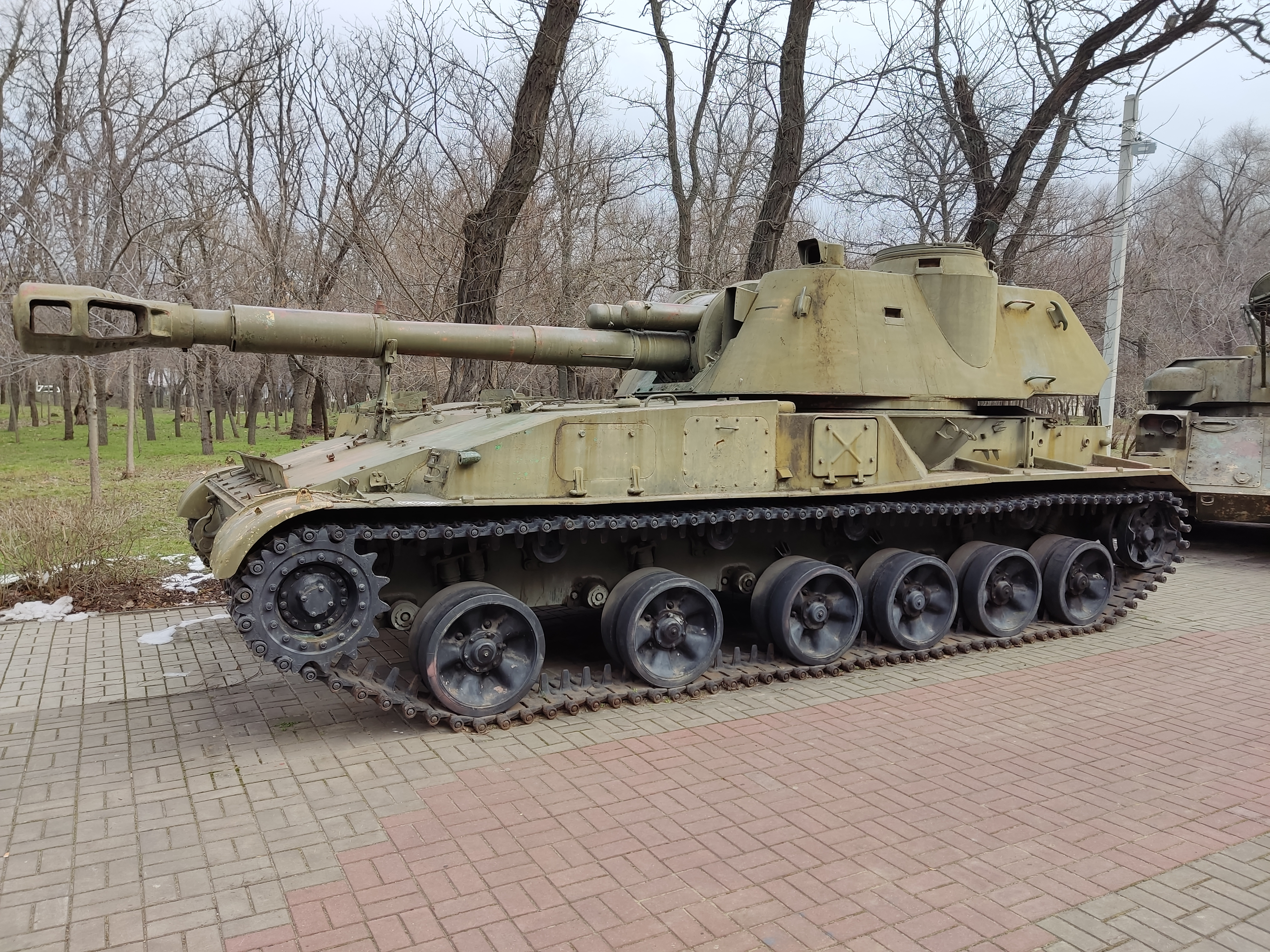
САУ 2С3 «Акація»;
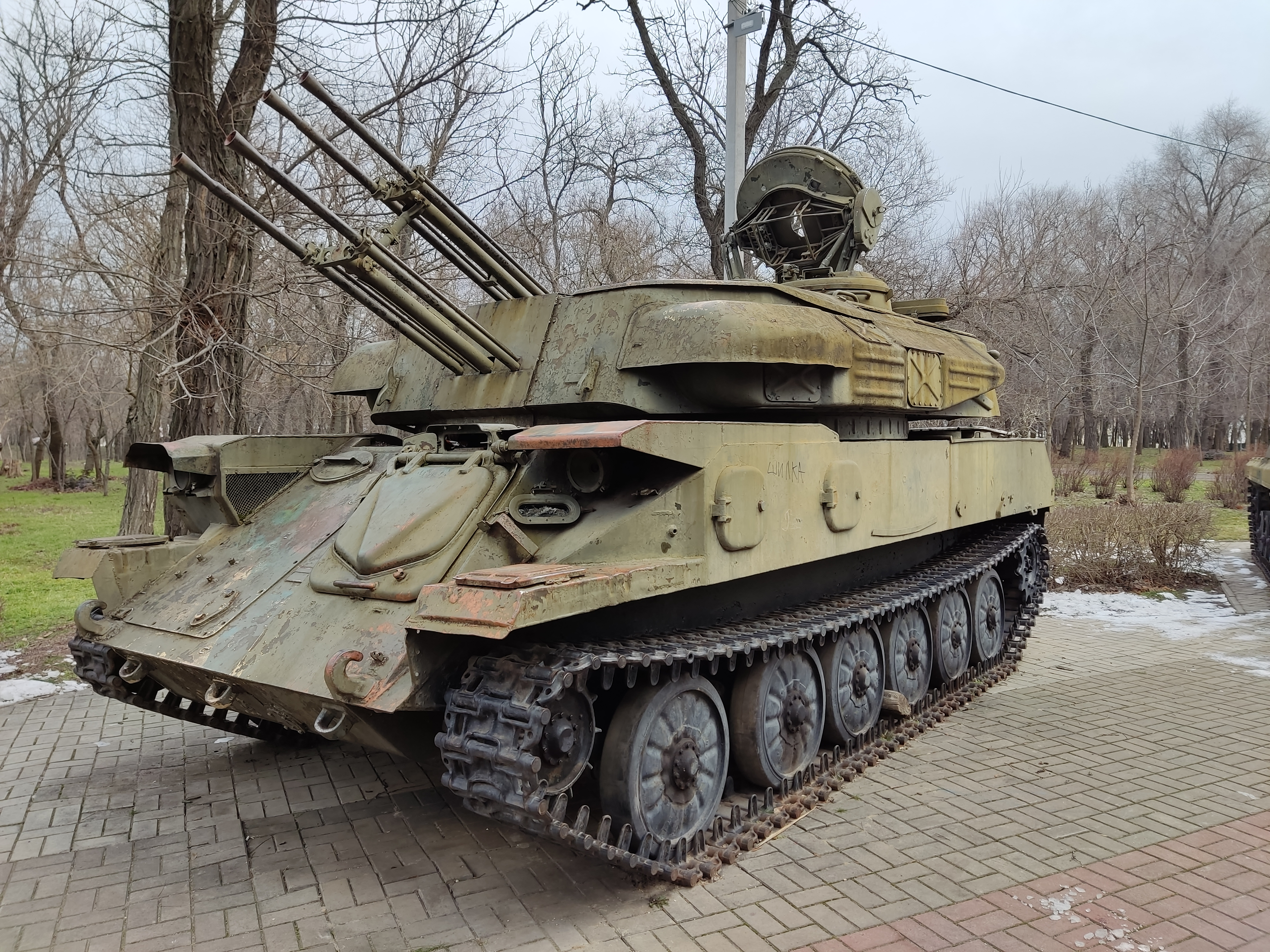
ЗСУ-23-4 «Шилка»

## Пам'ятник прикордонникам усіх часів

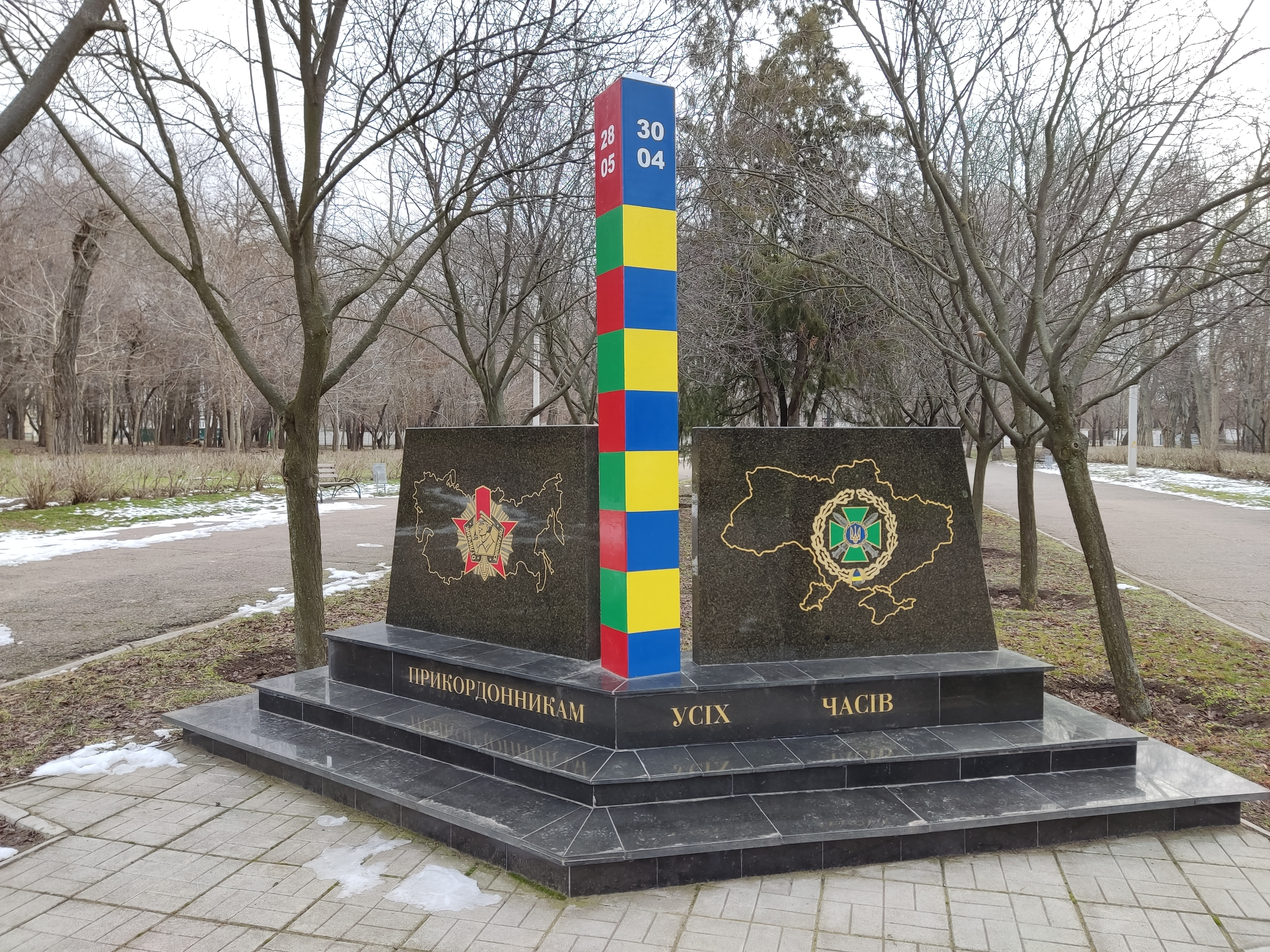
Пам'ятник прикордонникам усіх часів

12 вересня 2015 року на Алеї бойової слави урочисто відкрили пам'ятник прикордонникам усіх часів.
В березні того ж року ініціативна група воїнів-прикордонників ухвалила рішення увічнити пам'ять усіх своїх побратимів. Така ідея знайшла підтримку у членів обласної та міської організацій воїнів-інтернаціоналістів. З травня 2015 року йшла робота над розробкою проекту та виготовленням пам'ятника.
Відкриття вирішили приурочити до Дня міста Миколаєва. Заслужене право зняти покривало з пам'ятника надали воїнам, які були ініціаторами його створення. Освятивши пам'ятник отець Андрій.
Пам'ятник складається з двох плит із зеленого граніту, доставленого з Житомира, розділених навпіл прикордонним знаком. З одного боку знак пофарбований у кольори прикордонних знаків СРСР (червоний та зелений), з іншого — України (синій та жовтий). Зліва зображено контур кордонів СРСР із знаком «Відмінник погранвійськ», праворуч — контур кордонів України з гербом українських прикордонних військ. На невеликому постаменті знизу висічено напис: «Прикордонникам усіх часів».